# Карпи

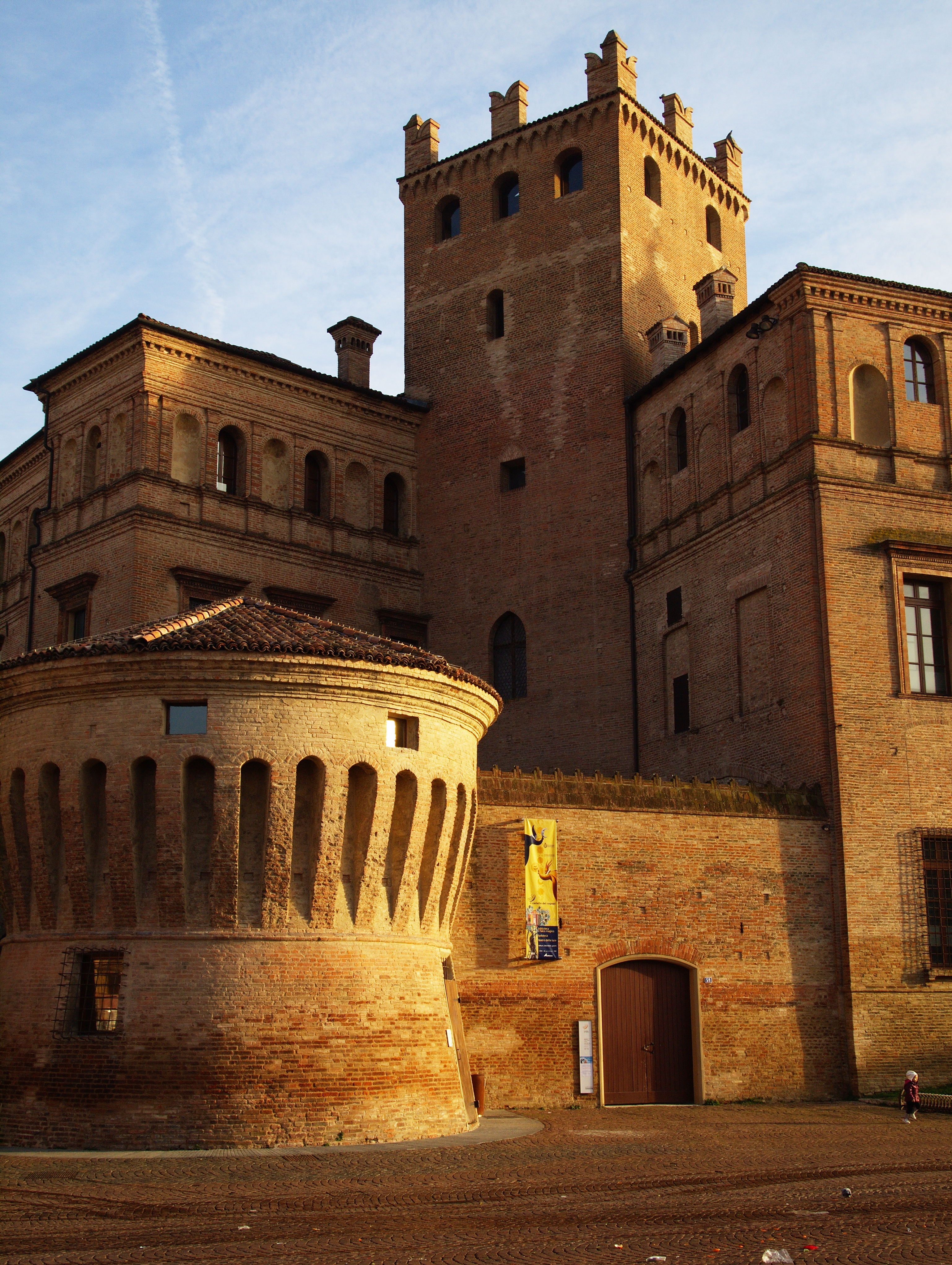
Ратуша, расположенная в «Палаццо деи Пио»

Ка́рпи (итал. Carpi, эмил.-ром. Chèrp) — город в Италии, в регионе Эмилия-Романья, подчиняется административному центру Модена.
Население составляет 64195 человек (на 2005 год), плотность населения — 466 чел./км². Занимает площадь 131 км². Почтовый индекс — 41012. Телефонный код — 059.
Покровителем населённого пункта считается Бернардин Сиенский. Праздник ежегодно празднуется 20 мая.
В центре города находится одна из самых больших площадей во всей Италии.